# Final Fantasy XIII
Final Fantasy XIII (ファイナルファンタジーXIII) là một game RPG do hãng Square Enix phát hành cho thị trường trong nước Nhật Bản vào ngày 17 tháng 12 năm 2009, và trên toàn cầu vào tháng 3 năm 2010. Đây là một tác phẩm trong Project Fabula Nova Crystal Final Fantasy XIII (ファブラ ノヴァ クリスタリス ファイナルファンタジーXIII) (từ đây trở xuống gọi là hệ Fabula) của đồng hãng. Đây cũng là tác phẩm thứ 13 trong loạt game Final Fantasy (từ đây trở xuống gọi là series FF), gọi tắt là FF XIII hay FF 13.
Final Fantasy XIII là game đầu tiên trong series FF được phát triển trên hệ máy console High Definition (HD). Hai phiên bản khác trong series là Final Fantasy Agito XIII và Final Fantasy Versus III cũng thuộc hệ Fabula, cũng có con số XIII nhưng không được xem là phần ngoại truyện của FF 13 mà cũng là hai tác phẩm chính như bản thân FF 13.
Bản Demo của FF 13 cũng được kèm trong gói Final Fantasy VII Advent Children Complete được phát hành ngày 16 tháng 4 năm 2009. Ở Nhật Bản, FF 13 chỉ được phát hành trên máy PS3 nhưng ở Âu Mỹ, game được phát hành trên hai hệ máy là PS3 và Xbox 360.
FF 13 đã nhận được giải thưởng dành cho thể loại Future trong giải thưởng lớn game Nhật Bản (Nippon geimu taishou).

## Gameplay
Chủ đề chiến trận của FF 13 cũng được thể hiện giống như trong Final Fantasy VII Advent Children, làm cho người chơi cảm nhận được tốc độ trong hệ thống Active Time Battle (ATB) nhưng hệ thống này hoạt động không giống các phiên bản trước. Người chơi có thể liên kết các command lại với nhau. Phiên bản này có được tính liền mạch khi chuyển đổi từ World map sang cảnh chiến đấu nhưng ở đây, chức năng Freelan Auto Attack Battle như trong Final Fantasy XI và Final Fantasy XII rất khó thực hiện trên hệ máy mới nên người ta đã sử dụng lại chức năng chiến trận dựa vào Symbol Encounter như trong Chrono Trigger. Tại thời điểm của bản demo, HP được hồi phục hoàn toàn sau mỗi trận đánh và khái niệm MP cũng không còn, ma thuật và kỹ năng được thống nhất trong việc quản lý hao tổn của thanh ATB của mỗi nhân vật. Đây là battle system mới chú trọng đến mặt ghi điểm và combo trong mỗi trận đánh.

## Nội dung

### Bối cảnh
FF 13 lấy bối cảnh ở một thế giới giả tưởng gọi là Gran Pulse (hay thường gọi tắt là Pulse). Trung tâm của câu chuyện diễn ra ở Cocoon, một quả cầu nhân tạo khổng lổ trôi nổi trên bề mặt của Pulse và được cai trị bởi Sanctum, một chính phủ thần quyền. Cả Cocoon và Pulse bị điều khiển bởi các fal'Cie, là các thực thể có sức mạnh thần thánh. Các Cocoon fal'Cie có trách nhiệm giữ cho Cocoon nổi, và nuôi dưỡng những người dân sống bên trong nó như tôi tớ. Fal'Cie có thể lựa chọn những người dân ở Cocoon hoặc Pulse giúp việc cho mình, những người này được gọi là l'Cie và được fal'Cie ban cho sức mạnh và một dấu ấn trên cơ thể. Công việc mà fal'Cie giao cho l'Cie được gọi là Focus (Sứ mệnh), nếu l'Cie hoàn thành chúng đúng thời hạn, họ sẽ biến thành pha lê và có cuộc sống bất tử (cho đến khi trở lại thành người để thực hiện Focus tiếp theo); còn không, họ sẽ trở thành quái vật vô tri có tên Cie'th. Các l'Cie không được giao Focus một cách cụ thể mà thông qua những hình ảnh mơ hồ mà họ phải tự suy diễn lấy.
Vài trăm năm trước khoảng thời gian diễn ra những sự kiện chính của trò chơi, có một trận chiến nổ ra giữa Pulse và Cocoon được gọi là War of Transgression. Trong trận chiến, l'Cie từ Pulse đã tấn công và tạo ra một lỗ hổng lớn ở Cocoon. Cuối cùng, các l'Cie đã hoàn thành Focus của mình và biến thành pha lê. Lỗ hổng của Cocoon được vá lại với những chất liệu lấy từ Pulse, và các công dân Cocoon luôn sống trong nỗi lo sợ bị Pulse tấn công lần nữa; chính phủ Sanctum đã lợi dụng điều này để áp đặt quyền cai trị của mình. Sanctum kiểm soát 2 lực lượng quân sự là Guardian Corps, chịu trách nhiệm giữ gìn an ninh trật tự trên Cocoon; và PSICOM, lực lượng đặc biệt đối phó với bất kỳ mối đe dọa nào từ Pulse (có thể hiểu như là cảnh sát và quân đội). Các fal'Cie đã ban cho con người những công nghệ tiên tiến, bao gồm các hạm đội bay và các sinh vật cơ khí, và cả phép thuật (thường chỉ có các l'Cie mới dùng được những phép thuật này).

### Nhân vật
Lightning (ライトニング)
Diễn viên lồng tiếng：Sakamoto Maaya (tiếng Nhật), Ali Hillis (tiếng Anh)
Tuổi: 21. Xuất thân: Cocoon. Thú triệu hồi (Shoukanjuu): Odin. Driving Mode: Ngựa.
Tên thật là Claire Farron. Khi chứng kiến cái chết của cha mẹ thời thơ ấu, cô quyết định vứt bỏ tên cũ của mình và lấy tên mới là Lightning. Cô vốn là một sĩ quan trực thuộc Guardian Corps, nhưng đã từ bỏ để đi tìm em gái Serah Farron lúc này đang trở thành l'Cie. Lightning là kiểu người nghiêm khắc, không bao giờ khoan nhượng với người khác, khi ra tay thì quyết liệt tàn khốc và cũng có khi đánh ngay cả đồng đội của mình. Tuy nhiên đó chỉ là lớp vỏ bề ngoài, bên trong nội tâm Lightning là một sự nhu mì yếu đuối chỉ được thể hiện ra ngoài khi cô chỉ có một mình.
Vũ khí của Lightning là một thanh kiếm với tính năng của súng được gọi là Blaze Edge (ブレイズエッジ). Cô cũng sở hữu năng lực điều khiển trọng lực.
Snow Villiers (スノウ・ヴィリアース)
Diễn viên lồng tiếng：Ono Daisuke (tiếng Nhật), Troy Baker (tiếng Anh)
Tuổi: 21. Xuất thân: Cocoon. Thú triệu hồi (Shoukanjuu): Shiva. Driving Mode: Xe mô tô.
Hình tượng Snow được mô tả là một nam thanh niên với hàm râu quai nón, là chồng chưa cưới của Serah Farron (tuy nhiên Lightning không chấp nhận mối quan hệ giữa 2 người). Anh là người thành lập và lãnh đạo NORA, một tổ chức bao gồm những người trẻ tuổi chống đối lại Sanctum. Snow là mẫu nhân vật nhiệt tình, lạc quan, tuy nhiên lại có lắm hành động không suy tính trước sau nên thường khiến Lightning khó chịu.
Snow thường chiến đấu bằng quyền thuật, tuy vậy anh cũng có thể dùng súng và chiến đấu trên cỗ xe do Shiva biến hình.
Oerba Dia Vanille (ヲルバ＝ダイア・ヴァニラ)
Diễn viên lồng tiếng：Yukari Fukui (tiếng Nhật), Georgia van Cuylenburg (tiếng Anh)
Tuổi: 19. Xuất thân: Gran Pulse. Thú triệu hồi: Hecatoncheir. Driving Mode: Súng máy
Vanille là cư dân của làng Oerba thuộc Gran Pulse. Cô cùng với Oerba Yun Fang là l'Cie của Pulse, và đã biến thành pha lê từ rất lâu cho đến khi trở lại thành người 13 ngày trước khi diễn ra những sự kiện chính của game nhằm thực hiện một Focus mới. Cô là kiểu người dễ thương và lạc quan. Vũ khí chiến đấu của Ville là cần câu cá. Ban đầu, nhân vật này giữ vai trò người dẫn chuyện.
Sazh Katzroy (サッズ・カッツロイ)
Diễn viên lồng tiếng: Ebara Masashi (tiếng Nhật), Reno Wilson (tiếng Anh)
Tuổi: 40. Xuất thân: Cocoon. Thú triệu hồi: Brynhildr. Driving Mode: Xe đua.
Giống như Lightning, ông từ bỏ công việc của mình để tìm con trai tên Dajh, cũng bị lựa chọn trở thành l'Cie. Nhân vật trung niên này rất dễ xúc động và giàu lòng nhân ái. Vũ khí của Sazh là hai khẩu súng ngắn. Tuy nhiên bản thân Sazh lại không phải là chiến binh thiện nghệ lắm do ông vốn là phi công của Sanctum. Đầu tóc xù của nhân vật này là nơi lý tưởng để nuôi một chú Chocobo con.
Hope Estheim (ホープ・エストハイム)
Diễn viên lồng tiếng: Kaji Yuuki (tiếng Nhật), Vincent Martella (tiếng Anh)
Tuổi: 14. Xuất thân: Cocoon. Thú triệu hồi: Alexander. Driving Mode: Pháo đài.
Hope là một thiếu niên bình thường sống ở Cocoon. Cậu cùng với mẹ là Nora đến tham quan thị trấn Bodhum nhưng bị PSICOM bắt và bị đưa lên xe lửa trục xuất khỏi Cocoon do bị nghi ngờ bị ảnh hưởng bởi Pulse (Sự kiện Purge). Hope được mô tả là một thiếu niên nhút nhát, yếu đuối nhưng đã trưởng thành và mạnh mẽ dần trong suốt cốt truyện của trò chơi. Vũ khí chiến đấu là Boomerang.
Oerba Yun Fang (ヲルバ＝ユン・ファング)
Diễn viên lồng tiếng: Andou Mabuki (tiếng Nhật), Rachel Robinson (tiếng Anh)
Tuổi: 21. Xuất thân: Gran Pulse. Thú triệu hồi: Bahamut. Driving Mode: Phi long.
Fang cùng với Vanille là cư dân của làng Oerba thuộc Gran Pulse, và là một l'Cie của Pulse. Sau khi biến trở lại thành người cùng với Vanille, cô hợp tác với Cid Raines, một nhân vật thuộc Guardian Corps. Cô là mẫu phụ nữ mạnh mẽ, cá tính và là bạn thân của Vanille. Vũ khí chiến đấu là trường thương.
Ngoài những nhân vật chính yếu kể trên, FF 13 còn một số nhân vật phụ như Gadot (ガドー), Lebreau (レブロ), Maqui (マーキー), Serah Farron (セラ・ファロン), Dajh Katzroy (ドッジ・カッツロイ), Yaag Rosch (ヤーグ・ロッシュ), Jihl Nabaat (ジル・ナバート)...

### Những thuật ngữ trong game
Cocoon (理想郷クーン)
Cocoon là một lục địa nổi trên không trung được bao bọc bởi một cái kén khổng lồ hình cầu do fal'Cie tạo ra từ nhiều thế kỷ trước để bảo vệ con người khỏi sự đe dọa của hạ giới Pulse. Cocoon là một nơi có công nghệ tiên tiến, khép kín đối với phần còn lại của thế giới với dân số khoảng 10 triệu người và nằm dưới sự quản lý của Sanctum. Trên Cocoon có nhiều địa danh khác nhau như thủ phủ Eden, thành phố cảng Palumpolum, thị trấn bãi biển Bodhum, thành phố lễ hội Nautilus.v.v..
Gran Pulse (Hạ giới, 下界パルス)
Là thế giới rộng lớn trên mặt đất, bên ngoài Cocoon. Những người đến nơi này đều không thấy trở về nên có nghi ngờ rằng không biết con người có thể tồn tại nơi đây được không. Người ta cho rằng: Pulse có "vật lạ đến từ bên ngoài" gây ảnh hưởng xấu đến cư dân của Cocoon.
Sanctum (Thánh phủ, Seifu, 聖府)
Đây là cơ quan quản lý, kiểm soát mọi cư dân ở Cocoon. Mục đích của Sanctum là mang lại hòa bình, an thái cho Cocoon tránh những hiểm họa do Pulse gây ra. Sanctum đã tuyên bố dẫn độ, cưỡng ép những người bị nghi ngờ là bị ảnh hưởng bởi "vật lạ đến từ bên ngoài" xuống hạ giới Pulse. Sanctum sở hữu một lực lượng chiến đấu hùng hậu với những hạm đội bay khổng lồ.
Fal'Cie (ファルシ)
Đây là những thực thể được coi như thần thánh trong trò chơi, được tạo ra bởi một nhân vật tối cao là Maker (Đấng sáng tạo) (theo lời của Valline). Fal'Cie cũng tạo thành nên Cocoon và giữ cho nó tồn tại; mỗi một fal'Cie của Cocoon chuyên trách một nhiệm vụ cụ thể. Fal'Cie của Cocoon và Pulse luôn mâu thuẫn và đã tranh đấu với nhau trong nhiều thế kỷ.
L'Cie (ルシ)
Người được fal'Cie lựa chọn để phục vụ cho mình, các l'Cie được ban cho sức mạnh để hoàn thành Focus. Tuy nhiên họ cũng coi như bị nguyền rủa và bị xa lánh vì dù có hoàn thành Focus hay không, họ vẫn sẽ lâm vào tình cảnh còn tệ hơn cái chết. Tất cả các nhân vật có thể điều khiển được trong trò chơi đều là l'Cie.
Thực thể cứu vớt Lucy bị nguyền rủa (呪われたルシを救う存在)
Chính là Thú triệu hồi. Tuy nhiên tên gọi chính thức vẫn chưa được tiết lộ ở giai đoạn hiện thời.
Nora (ノラ)
Tổ chức của những người trẻ tuổi muốn tìm kiếm tự do, không muốn bị trói buộc trong sự quản lý của Thánh phủ do Snow lãnh đạo. Tuy nhiên đây không phải là một tổ chức có hệ thống chặt chẽ mà chỉ là một nhóm người lấy căn cứ điểm ở miền biên cảnh của Cocoon để trị quái vật. Nora bắt đầu chống lại Thánh phủ khi chứng kiến một ngôi làng bị phá hủy do bị nghi lây nhiễm ảnh hưởng của "dị vật đến từ bên ngoài".

## Âm nhạc
Toàn bộ các khúc nhạc trong FF 13 đều do Hamauzu Masashi biên soạn. Cũng giống như FF 12, ở đây cũng sử dụng lại các khúc nhạc bất hủ do Uematsu Nobuo sáng tác và được arrange lại, nhưng tại thời điểm hiện tại, Uematsu không còn phụ trách mảng âm nhạc nữa mà giao lại việc soạn nhạc cho chủ đề ca và ca khúc giữa game cho Hamauzu.
Chủ đề ca "Kimi ga iru kara" (Vì em bên anh)
Soạn nhạc： Hamauzu Masashi
Arrange：Sin
Ca sĩ: Sugawara Sayuri
Ca khúc giữa game "Eternal Love" (tình yêu bất diệt)
Soạn nhạc： Hamauzu Masashi
Arrange：Sin
Ca sĩ: Sugawara Sayuri

## Crystal Tools
Kể từ FF 13, các phiên bản sẽ được phát triển trên nền engine Original của Square Enix. Engine này có tên gọi chính thức là "Crystal Tools" (クリスタルツールズ) và đáp ứng được các hệ máy: PC, PS3, Xbox 360 và Wii. Engine này có một lợi điểm là trong quá trình phát triển, người ta có thể preview nội dung của phần vừa phát triển trên console thực. Nó còn được gọi là "White engine" tại thời điểm công bố năm 2006, nhưng lúc đó ông Tanaka Hiromichi, ủy viên chấp hành, đã tiết lộ rằng "nó không phải là một thứ engine mà chỉ là một tập hợp các bí quyết của hãng mà thôi". Tại thời điểm hiện tại còn có FF Versus XIII và Final Fantasy XIV đã sử dụng engine này.

## Staff
- Toriyama Motomu: Director, Scenario
- Nomura Tetsuya: Character Design
- Nojima Kazushige: Scenario
- Kamikokuryou Isamu: Art Director
- Tsuchida Toshirou: Battle Director
- Amano Yoshitaka: Image Illustration, Tittle Logo designer
- Ikeda Nao: Designer
- Kashitani Yoshiki: Main Programmer
- Fujii Eiji: Movie Director
- Hamauzu Masashi: Composer
- Kitase Yoshinori: Producer